# Kepler-5 b
Kepler-5 b è un pianeta con una massa più che doppia rispetto a Giove (2,114 MJ). Si tratta del secondo esopianeta scoperto dal Telescopio spaziale Kepler.